# Interfax-Ucrânia
Interfax-Ucrânia (em ucraniano:  Інтерфакс-Україна) é uma agência de notícias ucraniana. Fundada em 1992, a empresa publica em ucraniano, russo, inglês e alemão.
A empresa possui um centro de imprensa com 50 lugares.
O quadro de funcionários da agência é de 105 pessoas (no final de fevereiro de 2022).
SPARK-Interfax é um serviço que coleta informações sobre pessoas jurídicas e empreendedores individuais da Rússia, Ucrânia, Cazaquistão, Bielo-Rússia, Quirguistão e Moldávia. Ajuda a identificar conexões, monitorar mudanças nas empresas e realizar análises de negócios.

## História

Logotipo da Interfax-Ukraine

A Interfax foi formada em 24 de novembro de 1992, um ano após a independência da Ucrânia em 1991, por uma equipe de 10 pessoas em Kharkiv. Em 1993, a agência mudou-se para Kiev.